# 카이펑시
카이펑(중국어 간체자: 开封, 정체자: 開封, 병음: Kāifēng)은 중국 허난성(河南省, 하남성)북동부의 도시로, 중국의 옛 수도 중 하나이다. 예전에는 변량(중국어: 汴梁, 병음: Biànliáng), 변경(중국어: 汴京, 병음: Biànjīng), 대량(중국어: 大梁, 병음: Dàliáng) 또는 간단히 줄여 량(중국어: 梁, 병음: Liáng)으로 불리기도 했다.

## 역사

### 한나라 이전
카이펑, 즉 개봉(開封)이라는 이름의 유래는 춘추 시대 이 지방을 지배하고 있던 정 장공이 현재의 카이펑 근처에 성을 쌓고 계봉(啓封)이라는 이름을 붙였던 것에서 시작한다.
전국 시대 위(魏)나라의 영역이었고 대량(大梁)이라는 이름의 수도가 되었으나, 진나라의 공격으로 함락되고 도시도 황폐하게 되었다.

### 한나라~북위
한나라 초기 카이펑시 일대는 양나라에 속했다. 기원전 145년(전한 경제 중5년) 양효왕이 죽고 양나라가 5개로 나뉘었는데, 지금의 카이펑시 지역에는 제천국이 설치되었다. 그 이후의 연혁은 진류군문서를 참조할 것. 한편 카이펑시의 전신이 되었던 계봉성은 하남군의 속군으로 편제되었다.
한나라의 경제는 자신의 이름이 계(啓)이므로 피휘하여 계봉(啓封)와 같은 뜻의 개봉(開封)이라는 이름을 사용케 하였고, 경제의 동생 양왕 유무를 이곳에 봉하기도 하였다.

### 동위~수
동위가 건국된 이후, 지금의 카이펑시 일대에 세워진 진류군, 양하군, 개봉군이 양주(梁州)로 분리되었다. 당시 양주는 진류군 대량현에 치소를 두었고 3군 10현 43,819호 181,903명을 거느렸다. 북주시기인 578년(북주 무제 선정 원년), 양주가 변주(汴州)로 개명되었다. 이 변주는 수나라때 그대로 유지되었다가 605년(수 양제 대업 원년) 변주가 정주에 통폐합되자 정주의 속현으로 편제되었다.

### 당
진류군의 당 문단참조.

### 오대십국이후
오대십국의 혼란기 동안 카이펑에 도읍을 정한 나라는 오대의 후량(907~923), 후진(936~947), 후한(947~951), 후주(951~960)의 네 개가 있었다. 송나라(960~1279)가 혼란을 수습하며 982년에 다시 중국을 통일하였고, 수도를 개봉으로 하였다.

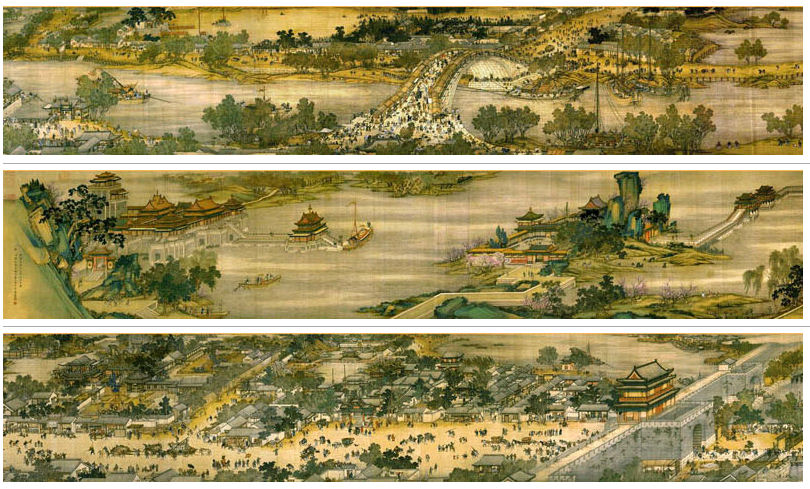
<<청명상하도>>에 묘사된 카이펑의 번화한 모습

송은 군사적으로는 성공을 이루지 못했으나 문화와 번영의 황금시대에 접어들어 수도 개봉은 당시 세계에서 가장 큰 도시였다. 그러나 1127년 송나라는 여진족이 세운 금나라(1115~1234)의 공격을 받아 수백만에 달하는 난민들이 강남으로 이주하였다. 곧 남송의 시작이었다. 남쪽 임안(臨安, 현재 이름: 항저우)으로 수도를 옮겨 연명한 남송은 1142년, 개봉을 포함한 북중국 전체를 금나라에게 바친다. 이 때를 기점으로 하여 장강 삼각주 지역, 이른바 강남(江南)이 개봉과 하남(河南) 일대를 대신하여 새로운 경제와 문화의 중심지로 부각되었고, 하남 일대는 이전의 탁월한 지위를 잃게 된다.
금나라는 1157년에 개봉을 남경(南京)으로 정하고 재건한다. 1214년에 금나라는 몽골의 침략을 피해 수도를 남경으로 옮기게 된다. 1234년 결국 금나라는 몽골과 남송의 군대에 의해 멸망하게 되고, 1279년에는 남송 역시 몽골의 손에 넘어가게 되면서 몽골은 중국 전체를 지배하게 된다.
몽골의 지배는 1368년 명나라(1368~1644)가 건국되면서 끝나게 된다. 명나라는 하남성(河南省)을 설치하였고, 개봉은 하남성의 성도(省都)가 된다.
숭정15년(1642), 이자성의 반란군이 세 차례 개봉성 공격 중 3차 공격 당시, 명 관군은 불어난 황하 물줄기를 이용하여 반란군을 수몰시키고자 개봉성 북쪽 주가채(朱家寨)와 마가구(馬家口)로 물길을 파서 물을 끌어왔으나, 이 물이 개봉성으로 흘러넘치면서 30만명이 넘는 사람들이 사망하였으며, 도시는 황폐화되었다.
청 건립 이후, 강희원년(1662), 개봉은 재건되었다. 그러나 1841년에 다시 홍수가 일어나 1843년에 현재의 모습으로 다시 재건되었다.

## 지리
황하의 남쪽 기슭에 위치하고 서쪽으로 성도 정저우, 북서쪽으로 신샹, 동쪽으로 상추, 남동쪽으로 저우커우, 남서쪽으로 쉬창과 접하고 동북쪽으로는 산둥성과 접한다.
연평균 기온은 14.24~14.5 °C이고 무상일수는 213~215일, 연강수량은 460mm이다.
| 카이펑시의 기후                                               | 카이펑시의 기후 | 카이펑시의 기후 | 카이펑시의 기후 | 카이펑시의 기후 | 카이펑시의 기후 | 카이펑시의 기후 | 카이펑시의 기후 | 카이펑시의 기후 | 카이펑시의 기후 | 카이펑시의 기후 | 카이펑시의 기후 | 카이펑시의 기후 | 카이펑시의 기후 |
| 월                                                            | 1월             | 2월             | 3월             | 4월             | 5월             | 6월             | 7월             | 8월             | 9월             | 10월            | 11월            | 12월            | 연간            |
| ------------------------------------------------------------- | --------------- | --------------- | --------------- | --------------- | --------------- | --------------- | --------------- | --------------- | --------------- | --------------- | --------------- | --------------- | --------------- |
| 역대 최고 기온 °C (°F)                                        | 19.2 (66.6)     | 25.5 (77.9)     | 29.9 (85.8)     | 36.0 (96.8)     | 39.1 (102.4)    | 42.5 (108.5)    | 40.6 (105.1)    | 38.0 (100.4)    | 37.4 (99.3)     | 34.1 (93.4)     | 26.9 (80.4)     | 22.2 (72.0)     | 42.5 (108.5)    |
| 일평균 최고 기온 °C (°F)                                      | 5.4 (41.7)      | 9.4 (48.9)      | 15.3 (59.5)     | 21.8 (71.2)     | 27.2 (81.0)     | 31.7 (89.1)     | 32.0 (89.6)     | 30.7 (87.3)     | 26.9 (80.4)     | 21.6 (70.9)     | 13.9 (57.0)     | 7.4 (45.3)      | 20.3 (68.5)     |
| 일일 평균 기온 °C (°F)                                        | 0.7 (33.3)      | 4.2 (39.6)      | 9.8 (49.6)      | 16.1 (61.0)     | 21.7 (71.1)     | 26.2 (79.2)     | 27.6 (81.7)     | 26.3 (79.3)     | 21.9 (71.4)     | 16.2 (61.2)     | 8.8 (47.8)      | 2.7 (36.9)      | 15.2 (59.3)     |
| 일평균 최저 기온 °C (°F)                                      | −2.9 (26.8)     | 0.0 (32.0)      | 5.2 (41.4)      | 11.1 (52.0)     | 16.6 (61.9)     | 21.3 (70.3)     | 23.9 (75.0)     | 22.8 (73.0)     | 17.8 (64.0)     | 11.8 (53.2)     | 4.7 (40.5)      | −1.0 (30.2)     | 10.9 (51.7)     |
| 역대 최저 기온 °C (°F)                                        | −15.0 (5.0)     | −14.2 (6.4)     | −7.3 (18.9)     | −1.6 (29.1)     | 5.0 (41.0)      | 11.3 (52.3)     | 15.2 (59.4)     | 13.1 (55.6)     | 6.0 (42.8)      | −0.2 (31.6)     | −11.7 (10.9)    | −16.0 (3.2)     | −16.0 (3.2)     |
| 평균 강수량 mm (인치)                                         | 8.7 (0.34)      | 11.2 (0.44)     | 19.2 (0.76)     | 38.6 (1.52)     | 51.3 (2.02)     | 62.1 (2.44)     | 157.9 (6.22)    | 134.6 (5.30)    | 66.3 (2.61)     | 31.7 (1.25)     | 24.9 (0.98)     | 8.8 (0.35)      | 615.3 (24.23)   |
| 평균 강수일수 (≥ 0.1 mm)                                      | 3.4             | 4.2             | 4.6             | 5.3             | 6.6             | 7.1             | 10.6            | 9.6             | 7.8             | 5.7             | 4.8             | 3.0             | 72.7            |
| 평균 강설일수                                                 | 4.0             | 3.1             | 1.2             | 0.2             | 0               | 0               | 0               | 0               | 0               | 0               | 1.1             | 2.7             | 12.3            |
| 평균 상대 습도 (%)                                            | 59              | 58              | 57              | 61              | 61              | 62              | 75              | 77              | 72              | 65              | 64              | 61              | 64              |
| 평균 월간 일조시간                                            | 118.7           | 131.3           | 172.7           | 199.1           | 214.4           | 195.7           | 167.0           | 163.3           | 152.4           | 155.6           | 135.4           | 123.7           | 1,929.3         |
| 가능 일조율                                                   | 38              | 42              | 46              | 51              | 50              | 45              | 38              | 40              | 41              | 45              | 44              | 41              | 43              |
| 출처: 중국기상국 (평년값: 1991년~2020년, 극값: 1971년~2010년) |                 |                 |                 |                 |                 |                 |                 |                 |                 |                 |                 |                 |                 |

## 행정구역

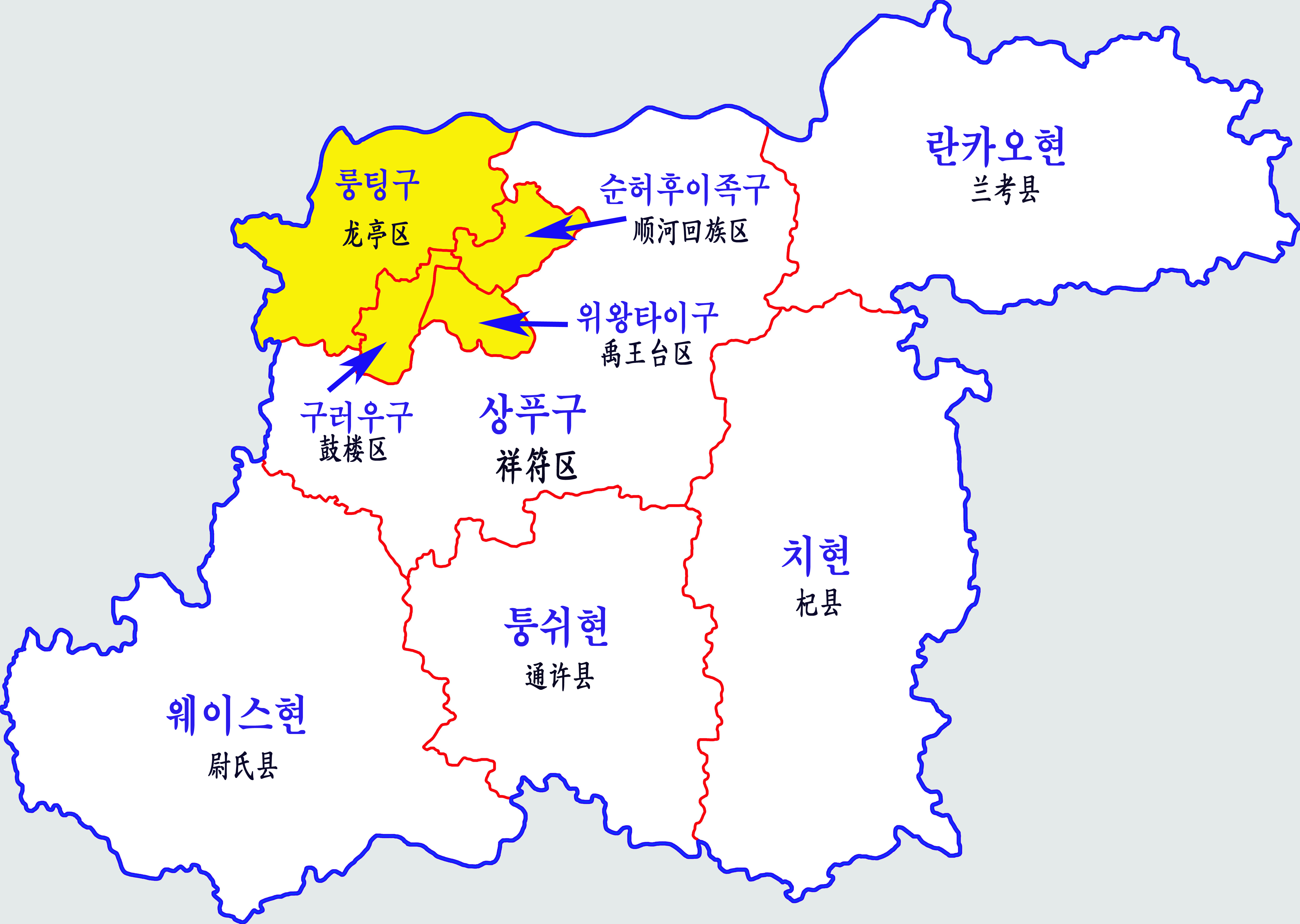
카이펑 시 현급 행정구역도

5개의 시할구(区)와 4개의 현(县)이 있다.
시할구
- 룽팅 구(龙亭区)
- 순허 후이족구(顺河回族区)
- 구러우 구(鼓楼区)
- 위왕타이 구(禹王台区)
- 샹푸 구(祥符区)

현
- 치 현(杞县)
- 퉁쉬 현(通许县)
- 웨이스 현(尉氏县)
- 란카오 현(兰考县)

## 교통
- 룽하이 철로

## 교육
- 허난대학

## 자매도시
- 미국 위치토
- 대한민국 영천시
- 일본 사이타마 도다
- 이스라엘 키르얏
- 러시아 옴스크

## 같이 보기
- 중국의 옛 수도